# Tucano-toco
Ramphastos toco, popularmente conhecido como tucanuçu, tucanaçu, tucano-grande, tucano-boi e tucano-toco é uma espécie de tucano e o maior representante da família Ramphastidae.

## Etimologia
"Tucanuçu" e "tucanaçu" vêm do tupi tukanusu, que significa "tucano grande".
O nome "tucanuçu" foi selecionado como nome vernáculo técnico para a espécie pelo Comitê Brasileiro de Registros Ornitológicos.

## Características

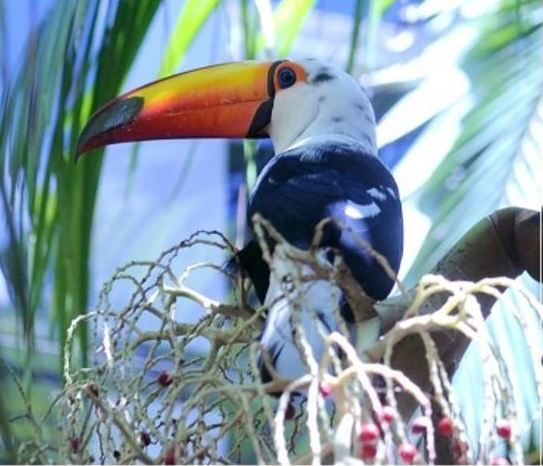
Indivíduo com leucismo parcial

Apresenta 56 cm de comprimento e pesa cerca de 540 gramas, sendo o maior de todos os tucanos. Não apresenta dimorfismo sexual: a plumagem é uniformemente negra da coroa ao dorso e no ventre. Dispõe de uma pele nua amarela ao redor do olho e suas pálpebras são azuladas. O papo é branco e frequentemente tingido de amarelo. O uropígio é branco e a plumagem embaixo da cauda, que forma o crisso, é avermelhada.[carece de fontes?]
A característica mais notável da espécie é o grande bico alaranjado, que pode medir 22 cm. O bico é constituído de tecido ósseo esponjoso, formando uma estrutura não maciça e areada como um favo-de-mel. Isso torna o bico mais leve e, portanto, não dificulta o voo. A ponta da maxila possui uma grande mancha negra.[carece de fontes?]
Estudos realizados comprovaram que o seu bico também serve com um dispersor natural de calor, devido ao número de vasos sanguíneos nele presentes em contato com o ambiente. Filhotes apresentam bico curto e amarelo, sem a mancha negra. A pele ao redor dos olhos é esbranquiçada e a garganta é amarela. Vivem em média 40 anos.[carece de fontes?]

## Distribuição e hábitat
É encontrado nos dosséis das florestas tropicais da América do Sul, desde as Guianas até o norte da Argentina e é o único tucano que pode ser encontrado em campos abertos, como o cerrado, e na amazônia, ao contrário dos outros exemplares que vivem em mata fechada. Sua distribuição ocorre desde o Piauí, Goiás͵ Tocantins, Mato Grosso, Minas Gerais até o extremo norte do Rio Grande do Sul. No litoral, está presente desde o Rio de Janeiro até Santa Catarina.[carece de fontes?]

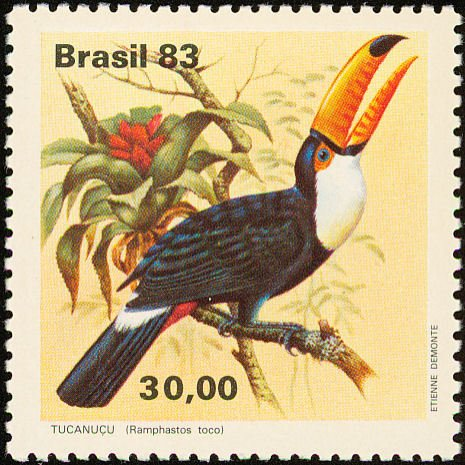
Tucanuçu em selo brasileiro de 1983.

Fósseis de Ramphastos toco do Pleistoceno (20 000 anos atrás) foram encontrados em Lagoa Santa, em Minas Gerais, no Brasil. Essa ave é vista com frequência nas matas, nos cerrados e até mesmo em áreas urbanas, onde procuram comida.[carece de fontes?]

## Alimentação
É um animal que alimenta-se de insetos, lagartos, ovos, filhotes de outras aves e, principalmente, frutos. Seu hábito alimentar é diurno. Costuma descer ao solo para aproveitar-se dos frutos que estejam caídos.

## Reprodução
Sua reprodução ocorre no final da primavera e a fêmea bota de 4 a 6 ovos em ninhos localizados no alto dos troncos das árvores. O casal se reveza na tarefa de chocar os ovos, os quais eclodem entre 16 e 20 dias. Quando nascem, sua aparência é desproporcional; seu bico é grande e o corpo, pequeno; os olhos só abrem após três semanas e os pais cuidam de seus filhotes até eles saírem dos ninhos, o que ocorre em seis semanas. A coloração do bico só é definida meses após o nascimento. O tucano-toco ainda não é uma espécie ameaçada de extinção, entretanto tem sido capturado e traficado para outros países a fim de ser vendido em lojas de animais. Isto tem, como consequência, a diminuição de sua população nas florestas, pondo em risco a variabilidade genética, como também a morte de muitos animais durante o transporte.[carece de fontes?]

## Subespécies
São reconhecidas duas subespécies:[carece de fontes?]
- Ramphastos toco toco (Statius Muller, 1776) - ocorre nas Guianas; norte e nordeste do Brasil.
- Ramphastos toco albogularis (Cabanis,1862) - leste, sudeste e sul do Brasil, bem como Paraguai, Bolívia e norte da Argentina. Bico menor e garganta com menos amarelo que a forma nominal. Também não possui penas vermelhas na borda inferior. Além disso, a cinta vermelha, no peito, é mais fina.